# 草子洗小町
『草子洗小町』（そうしあらいこまち、草紙洗、草紙洗小町とも）は、能の演目の一つで、三番目物、現在鬘物、大小物に分類される。歌合を舞台に小野小町が、大伴黒主の奸策を機知によって退ける様を描く。
作者は世阿弥、また観阿弥などともされるが、不明。ただし作品からは、「教養はないが劇作術にたけた」作者像が窺われる。

## あらすじ
大伴黒主（ワキ）は、歌合で小野小町（シテ）を相手にすることとなった。しかしとても勝ち目がないと考えた黒主は、歌合の前日、小町の邸に忍び込み、小町が明日のために詠んだ歌を盗み聞きする。
歌合当日、紀貫之（ツレ）を初め歌人たちが居並ぶ中で小町の歌が詠み上げられるが、黒主は「その歌は既存の古歌である」と難ずる。証拠として黒主が取り出した『万葉集』の草子には、確かにその歌が書き込まれていた。前日小町の歌を盗み聞いた黒主が、予め書き足しておいたのである。
窮地に立たされる小町だが、黒主の入れ筆と見破り、許しを得て水を以ってその草子を洗う。するとたちまち黒主の書き足した歌は消え失せ、彼の悪事が明らかとなる。全てが露見した黒主は自害しようとするが、小町はそれをとりなして、祝言の舞を舞う。

## 登場人物
- 前ジテ：小野小町 - 若女または深井、小面／唐織着流女出立（紅入）
- 後ジテ：小野小町 - 壷折大口女出立（紅入）
- 子方：天皇 - 初冠狩衣指貫出立
- ツレ：紀貫之 - 風折狩衣大口出立
- 立衆：朝臣 - 風折狩衣大口出立
- 立衆：官女 - 連面／壷折大口女出立（紅入）[5]
- 前ワキ：大伴黒主 - 風折長絹大口出立
- 後ワキ：大伴黒主 - 風折狩衣大口出立
- アイ：黒主の従者

## 典拠
作中で催される歌合は架空のものであり、史実には基づかない。特定の典拠となった作品は不明であるが、『続古事談』に見える源師房家での歌合における平棟仲の逸話などから創作されたとも想像される。
小野小町、大伴黒主はともに六歌仙に数えられる歌人であり、『古今和歌集』仮名序で、小町は「いにしへの衣通姫の流なり。あはれなるやうにてつよからず。いはばよき女のなやめる所あるに似たり。つよからぬは女の歌なればなるべし」、黒主は「そのさまいやし。いはば薪を負へる山人の花の陰にやすめるが如し」と評されたことが良く知られる。また、その評の筆者である紀貫之を初め、凡河内躬恒、壬生忠岑といった著名な歌人たちが、歌合の参加者として曲中に名を連ねている。

## 流派間の差異
観世流では「草子洗小町」、宝生流・金春流・金剛流では「草紙洗」、喜多流では「草紙洗小町」とそれぞれ曲名の表記が異なる。また観世・喜多の二流と他の三流とでは、演出にも異なる部分がある。
小書として、観世流では「彩色」、「乱拍子之伝」。宝生流では「乱拍子」があり、後ジテの装束、最後の舞などに違いがある。

## 評価
活躍した時代の異なる歌人たちを同時代の人物として一堂に会するなど、史的考証の面では明らかな誤りが多く、また「草紙を洗う」という突飛な展開や、小町が作中で詠む歌など「稚気あふれる作品」と評され、「荒唐無稽」な筋立ての能である。
しかしながら劇作の巧みさにより、「場面転換が多いわりには間然するところがない」優れた舞台作品であり、また内裏歌合の場面の華麗さもあって、「王朝絵巻ふうの、しかもユーモラスな味わいをもった能」と評される。また草紙洗いの場面は詞章・節付ともに流麗であり、特筆に価する。
また、能では小野小町を題材とした能は「小町物」と言われるように多く存在するが、他の曲では小町が落魄した凄惨な老婆の姿で登場するのに対し、本曲は現行曲では唯一若く美しい小町をシテとする曲としても知られる。
日本画家の上村松園が、金剛巌が演じた本曲に題を採り「草紙洗小町」を描いている。